# Demonenbloed
Demonenbloed is het vierde boek van de serie "Demonata". De schrijver daarvan is Darren Shan. De uitgever is De Fontein. Het boek Demonenbloed heet oorspronkelijk Bec. Het boek kwam in het Nederlands uit in 2007 en werd vertaald door Lucien Duzee. Het boek is geschikt voor jongeren vanaf circa 12 jaar.

## Samenvatting
Bec (de ik-figuur) is als vondelinge opgenomen in een clan en leert als leerlingpriesteres van Banba de nodige magische vaardigheden. De clan is voortdurend in oorlog met demonen. Een kleine vreemde jongen komt enkele clanleden halen om een druïde te vergezellen naar de tunnel tussen de realistische wereld en de wereld van de demonen. Tijdens deze reis wordt Bec verder ingewijd in de magische wereld, neemt zij uiteindelijk de rol van de druïde over en weet zij de tunnel tussen de werelden te sluiten. Daarvoor moeten echter wel groot offer gebracht worden.
In vergelijking tot de andere delen van de 'Demonata-serie' bevat dit boek historische informatie. Het vertelt onder andere de geschiedenis van hoe de magie vroeger is ontstaan. Het verhaal speelt in de 5e eeuw in Ierland en bevat dus de nodige verwijzingen naar de kerstening van dit eiland.